# اوی-تال (شهرستان توپ)
اوی-تال (به لاتین: Oytal) یک منطقهٔ مسکونی در قرقیزستان است که در شهرستان توپ واقع شده‌است. اوی-تال ۹۵۶ نفر جمعیت دارد و ۱٬۷۷۰ متر بالاتر از سطح دریا واقع شده‌است.